# Mar Santamaria Varas
Mar Santamaria Varas és una urbanista, investigadora i professora universitària catalana.
Graduada en arquitectura a l'Escola d'Arquitectura de Barcelona, ha exercit com a professora associada del Departament d'Urbanisme i Ordenació del Territori de la Universitat Politècnica de Catalunya (UPC) durant més de deu anys. També ha estat professora del Màster de Restauració de Monuments d'aquesta universitat. A més, ha participat com a tutor a nombrosos workshops internacionals, a l'École Architecture de Lió o a l'Architectural Association Visiting School Barcelona. També és professora visitant de l'Escola Politècnica Federal de Lausana, i ha impartit classes a diverses facultats internacionals i a institucions públiques.
La seva activitat professional està relacionada amb les tecnologies digitals, l'anàlisi espacial, la planificació urbanística i les polítiques públiques a nivell internacional. L'any 2014, al costat de Pablo Martínez Díez, fou la cofundadora del think tank '300.000 km/s', una agència de planificació urbana que explora el potencial del Big Data i dels nous paradigmes informàtics per millorar l'anàlisi urbana, la planificació estratègica i la presa de decisions. El seu treball s'ha mostrat en institucions culturals internacionals, com la Biennal d'Arquitectura de Venècia (2021, 2016), BOZAR Bruxelles (2020), el Festival ArsElectronica (2019) o el Chicago Arts Institute (2015). Santamaria també ha col·laborat com a experta en la redacció de les Agendes Urbanes catalana i espanyola pel 2030, i ha coordinat diversos tallers participatius per a professionals i per a públic no especialitzat.
A finals de 2021 l'alcaldesa de l'Ajuntament de Barcelona Ada Colau l'anomenà responsable de la planificació i regulació de les activitats de pública concurrència al districte de l'Eixample.
Com a investigadora de planificació urbanística és autora dels estudis Cartografías de la ciudad nocturna a través del Big Data i La ideación del territorio de Barcelona a través de su representación.

## Reconeixements
Ha estat guardonada amb el premi S+T+ARTS (2019) i el 'Premio de Urbanismo Español' (2020) per la qualitat innovadora i la influència en el canvi social de la seva tasca.